# Харис Бурина
Харис Бурина (Зеница, 2. фебруар 1963 — Зеница, 5. јун 2024) био је југословенски и босанскохерцеговачки глумац.

## Биографија
Рођен је у Зеници, 2. фебруара 1963. године. Године 1982. уписао је Академију сценских умјетности у Сарајеву, као део друге генерације, у класи Емира Кустурице, скупа са Ајном Печенко, Амином Гутић, Деаном Дивљан, Емиром Хаџихафизбеговићем, Милијаном Зиројевић, Небојшом Шурланом и Жељком Нинчићем. Већ у току студија остварује неке од запажених улога у театру и на филму: Аудиција, Тетовирано позориште, Отац на службеном путу, Кудуз и др. Након завршене Академије сценских умјетности, постао је стални члан Београдског драмског позоришта, где игра до јуна 1992. године, када одлази у Француску.
Неколико година живео је у Француској, те основао позориште „La Fenetre” у којем је настала и његова представа Птице Сарајева. Након повратка у Босну и Херцеговину наставља свој рад у позоришту, филму и на телевизији. У мају 2014. године изведена је Буринова прва стендап комедија.
Преминуо је 5. јуна 2024. године у родном граду, у 61. години живота, након тешке болести.

## Филмографија
- Балада о Пишоњи и Жуги (2024)
- Празник празнине (2022)
- Луд, збуњен, нормалан (2007—2021) Јаков
- Војна академија (ТВ серија) (2012—2020) Марадона Клисура
- Луд, збуњен, нормалан (2007—2020)
- Не дирај ми маму (2018)
- Добро дошли у Оријент експрес (2016—2018)
- Дани Исмета К (2016)
- Дневник машиновође (2016) Љубо манијак
- Топ је био врео (2014)
- Шангај (2012)
- Криза (2013)
- Фолиранти (2011—2012)
- Два смо свијета различита (2011) Нурко Крпељ
- Севдах за Карима (2010)
- Остављени (2010)
- Заувијек млад (2009) струја
- Резолуција 819 (2009)
- Печат (серија) (2008)
- Тата и зетови (2006)
- Небо изнад крајолика (2006) Џевад/амбасадор
- Нафака (2006)
- Добро уштимани мртваци (2005) комшија
- Прва плата (2005)
- Go West (2005) Луњо
- Црна хроника (2004) Тарик Малкоч
- Зујање у глави (2002)
- Проклета је Америка (1992)
- Булевар револуције (1992)
- Последњи валцер у Сарајеву (1991)
- Операција Картиер (1991)
- Са 204-272 (1991)
- Кудуз (1989)
- Полтрон (1989) радник у магацину
- Клопка (1988)
- Отац на службеном путу (1985)
- Велики таленат (1984)